# 薩特爾貝格山 (格拉茨高地)
47°15′09″N 15°32′33″E / 47.252410°N 15.542623°E

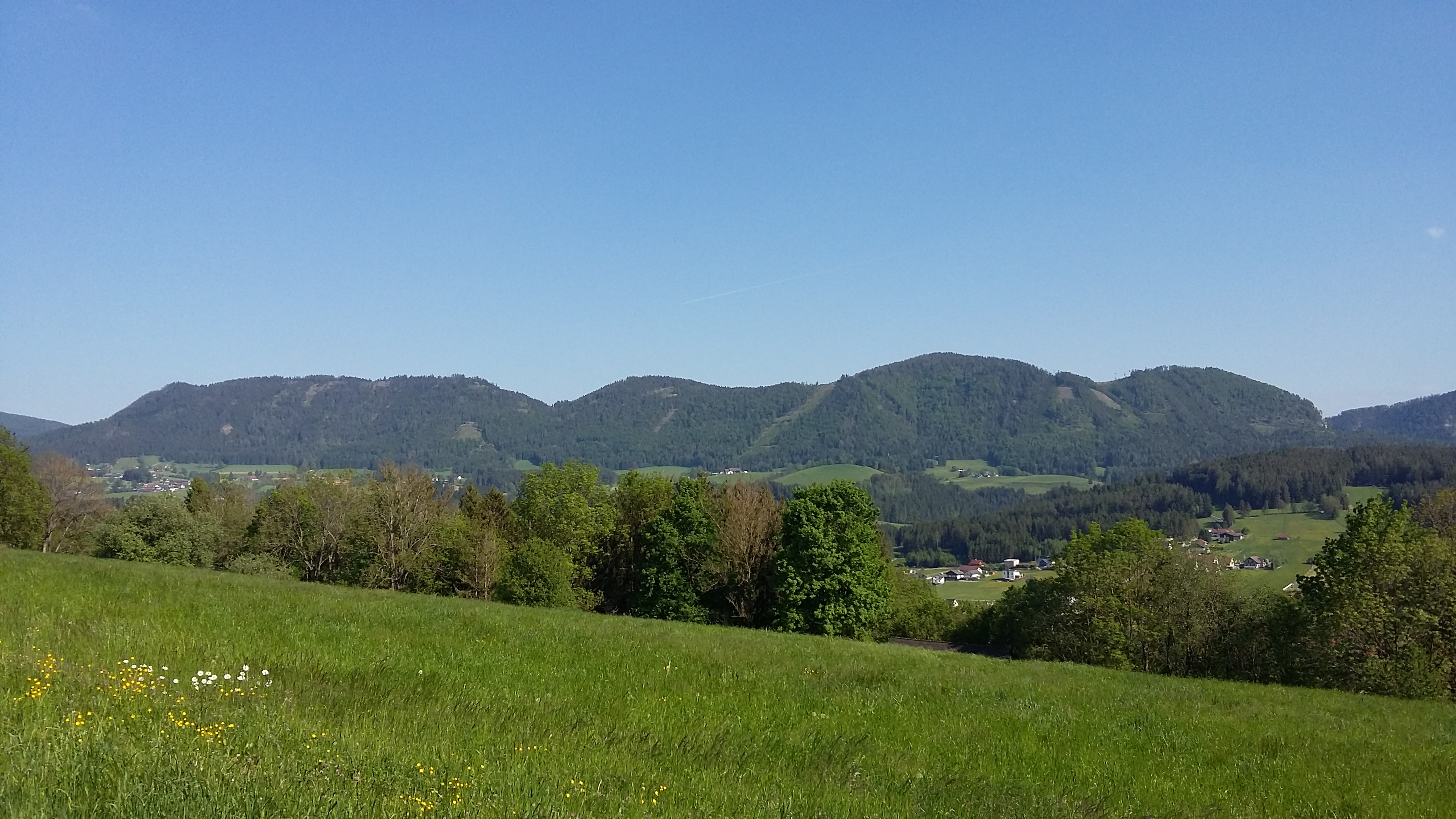

薩特爾貝格山（德語：Sattelberg），是奧地利的山峰，位於該國東南部，由施泰爾馬克州負責管轄，屬於穆爾以東前阿爾卑斯山脈的一部分，海拔高度1,088米，每年平均降雨量1,475毫米。